# Пилипенко Сергій Володимирович
Сергі́й Володи́мирович Пилипе́нко (10 [22] липня 1891, Київ, Київська губернія, Російська імперія — березень 1934) — український письменник (прозаїк, байкар, літературний критик), громадський діяч. Літературні псевдоніми — Сергій Сліпий, Плугатар, Книгочій, Слухач та інші. Батько Асі Гумецької та Міртали Пилипенко, чоловік Тетяни Кардиналовської. Один з представників розстріляного відродження.

## Життєпис
Народився 10 (22) липня 1891 року в Києві в сім'ї народного вчителя. 1909 року закінчив Першу київську гімназію. Навчаючись, брав активну участь у гуртках Української партії соціалістів-революціонерів (УПСР), членом якої вважав себе з 1908 року.
Закінчивши гімназію, Пилипенко вступив на історичний факультет Київського університету (відділ славістики). 1912 року за революційну діяльність Сергія Пилипенка відрахували з університету та вислали з Києва без права в'їзду в університетські міста.
До Першої світової війни Пилипенко вчителював у Броварах. Улітку 1914 року Пилипенка призвали в російську армію і відправили на фронт. Там він пройшов шлях від рядового до капітана, здобув усі бойові офіцерські нагороди, був тричі поранений і двічі контужений. У військовому середовищі вів революційну пропаганду, 1917 року редагував у Ризі фронтову газету «Український голос».
1918 року, після демобілізації, Пилипенко повернувся до Києва, примкнув до місцевої групи УПСР, що гуртувалася навколо газети «Народна воля», став її редактором. Брав участь в організації повстання проти гетьмана Павла Скоропадського, за що три місяці відсидів у в'язниці.
На початку 1919 року, вступивши в суперечку з лідерами есерів і есдеків щодо ставлення до Радянської влади, Пилипенко оголосив про вихід з УПСР і 13 березня вступив у Комуністичну партію більшовиків.

Сергій Пилипенко з дружиною Тетяною Кардиналовською

Працював переважно як редактор партійних і радянських газет («Більшовик», «Вісті», «Комуніст»), в редакційних відділах Всевидаву, завідував видавництвом ЦК КП(б)У «Космос». У часи військових кампаній проти Денікіна і «білополяків» командував бригадою Червоної армії. Саме його вважають прототипом редактора Карка з однойменної новели Хвильового.
Після закінчення Українських визвольних змагань редагував газету «Селянська правда», обіймав керівні посади у видавництвах «Книгоспілка», ДВУ.
Від 1922 року був головою створеної ним спілки селянських письменників «Плуг» і був редактором її видань, зокрема журналу «Плужанин». Був одним із основних опонентів М. Хвильового в літературній дискусії 1925—1928 рр.
1923 року виступив з ініціативою переведення української абетки на латинське письмо.
У 1932—1933  рр. був директором створеного партією при Народному комісаріаті освіти Інституту Тараса Шевченка і згуртував там коло себе групу молодих дослідників літератури, здебільшого членів «Плугу», до якої входили Григорій Костюк, Юрій Савченко, Андрій Панів та розстріляні в грудні 1934 року Р. Шевченко, Кость Півненко, Гнат Проценко і Сергій Матіяш.

### Арешт і загибель
Постановою партійної колегії ЦКК КП(б)У від 21 серпня 1933 року Пилипенка виключено з партії «як небільшовика за спотворення національної політики, ідеологічну нестійкість і примирливе ставлення до буржуазно-націоналістичних елементів».
Після трусу на квартирі в будинку «Слово» 29 листопада 1933 року Пилипенка арештували.
Судова «трійка» 23 лютого 1934 року порушила клопотання перед Колегією ОДПУ застосувати до Пилипенка «найвищу міру соціального захисту — розстріл». Колегія ОДПУ УРСР 3 березня 1934 року затвердила цю пропозицію.

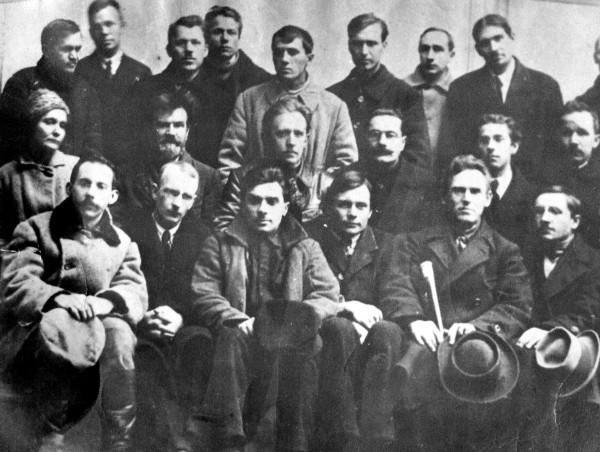
Зустріч харківських і київських митців. Київ, 1923 р. Зліва направо, перший ряд: Максим Рильський, Юрій Меженко, Микола Хвильовий, Майк Йогансен, Григорій Михайлов, Михайло Вериківський. Другий ряд: Наталя Романович, Михайло Могилянський, Василь Еллан-Блакитний, Сергій Пилипенко, Павло Тичина, Павло Филипович. У третьому ряду стоять: Дмитро Загул, Микола Зеров, Михайло Драй-Хмара, Григорій Косинка, Володимир Сосюра, Тодось Осьмачка, Володимир Коряк, Михайло Івченко

Постановою Військового трибуналу Київського військового округу від 30 квітня 1957 року вирок щодо Пилипенка скасовано і справу припинено за відсутністю складу злочину. Сергія Пилипенка реабілітовано посмертно.

## Творчість

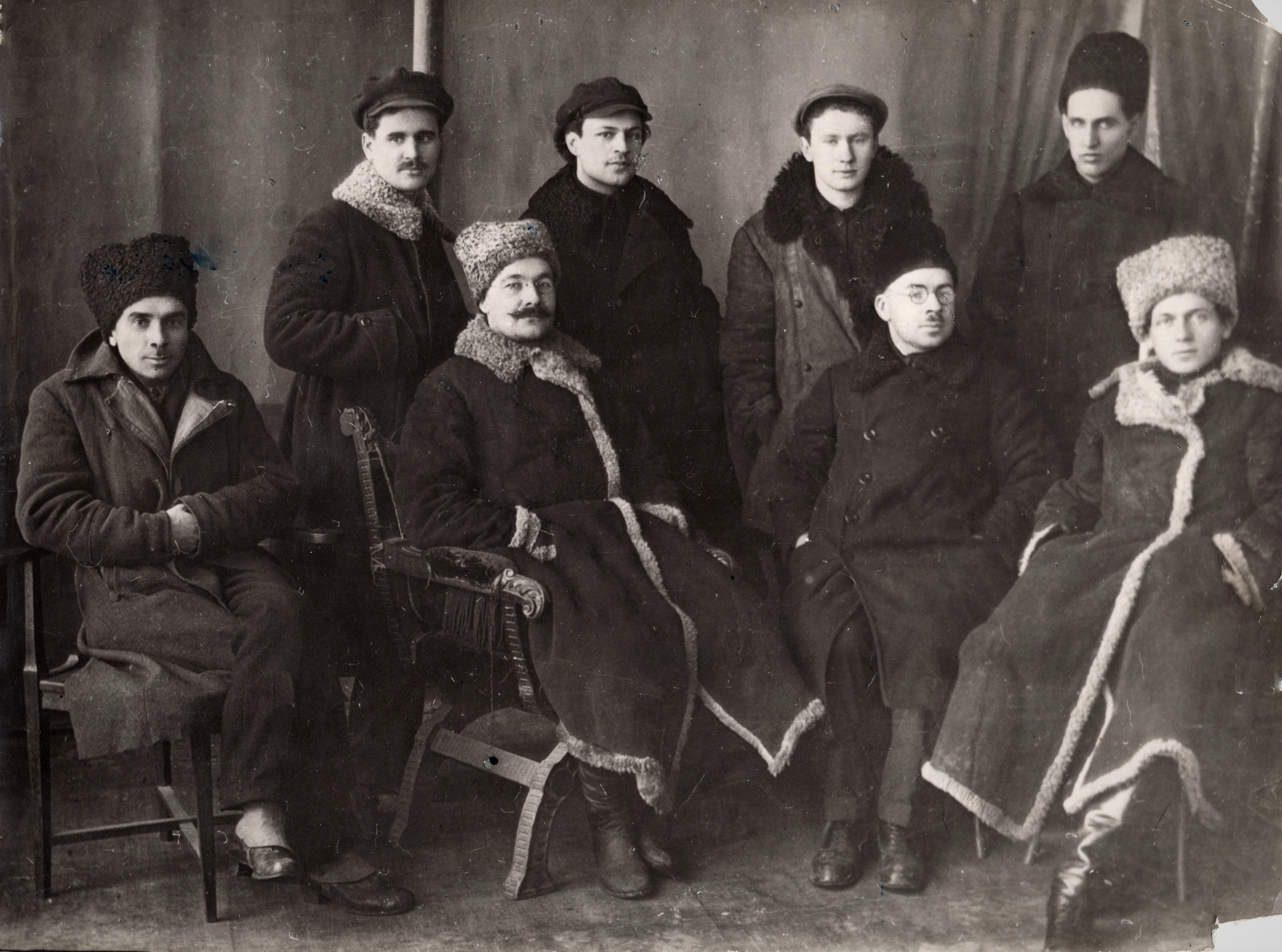
Делегати Першої Всесоюзної конференції Асоціації пролетарських письменників СРСР, представники України та Білорусі. Зліва-направо, сидять: Микола Хвильовий, Сергій Пилипенко, Цішка Гартний, Адам Бабарека. Стоять: Григорій Епік, Міхась Чарот, Анатоль Вольний, Микола Христовий. Москва, 6 січня 1925 р.

Видав тридцять книжок оповідань і байок. Серед них збірки оповідань «Скалки життя» [Архівовано 22 травня 2017 у Wayback Machine.] (1925), «Кара», «Під Черніговом» (1927), збірки байок «Байківниця» (1922), «Байки [Архівовано 2 червня 2016 у Wayback Machine.]» (1927), «Свині на дубі» [Архівовано 22 травня 2017 у Wayback Machine.] (1932), «Анекдоти старого редактора [Архівовано 2 червня 2016 у Wayback Machine.]» (1933), «Байки та оповідання» (1936).
Був автором низки літературно-критичних статей, зокрема:
- «По буря'нах революції» — про Хвильового-новеліста (Червоний шлях, 1923, книга 1),
- «Занепадництво у наших критиків» (Плужанин, 1927, № 7).
- Пилипенко, С. Винниченко й Курах: (документ. історія з коментарами С. Пилипенка) / С. Пилипенко // Червоний шлях. — 1923. — № 4-5. — С. 113—119. [Архівовано 19 вересня 2020 у Wayback Machine.]
- Пилипенко, С. Два мужики і глухар: (байка) / С. Пилипенко // Плуг. — 1928. — № 4. — С. 42. [Архівовано 26 вересня 2020 у Wayback Machine.]
- Пилипенко, С. Кривава легенда: (з повісти «Острів Драйкройцен». Оповідання старого латвійця) / С. Пилипенко // Плуг. — 1928. — № 9. — С. 15-24. [Архівовано 18 вересня 2020 у Wayback Machine.]
- Пилипенко С. В. Тисячі в одиницях: зб. оповідань / С. Пилипенко. — Харків: Укр. робітники, 1928 р. — 144 с. [Архівовано 22 травня 2017 у Wayback Machine.]
- Пилипенко С. В. Простые рассказы: авториз. пер. с укр. / Сергей Пилипенко. — Харьков: Пролетарий, 1928 р. — 158 с. [Архівовано 22 травня 2017 у Wayback Machine.]
- Пилипенко С. Лікнепівський пісенник: пісні, частівки й приповідки / С. Пилипенко. — Харків: Літ. і мистецтво, 1931. — 34 с. — (Масова художня бібліотечка). [Архівовано 22 травня 2017 у Wayback Machine.]
- Кропивині байки / переказав С. Пилипенко. — Вид. 2-ге. — Харків: Держ. вид-во України, 1930. — 64 с.
- Пилипенко С. Рівність: байка / Пилипенко С. — Харків: Держ. вид-во України, 1927. — 14 с. [Архівовано 22 травня 2017 у Wayback Machine.]
- Пилипенко С. Під Черніговом: три оповідання / С. Пилипенко. — Харків: Держ. вид-во України, 1927. — 44 с. [Архівовано 22 травня 2017 у Wayback Machine.]
- Пилипенко С. Острів Драйкройцен: (з військового щоденника 1916—1917 р.р.) / С. Пилипенко. — Харків ; Одеса: Держ. вид-во України, 1930. — 112 с. [Архівовано 22 травня 2017 у Wayback Machine.]
- Пилипенко С. Коли батько плакав / С. Пилипенко. — [Харків: Укр. робітник, [1930?]. — 15 с. — (Дешева дитяча бібліотека).] [Архівовано 22 травня 2017 у Wayback Machine.]
- Пилипенко С. Любовні пригоди: п'ять оповідань / С. Пилипенко. — 2-ге вид. — Харків: Плужанин, 1929. — 31 с. — (Гумористична серія «Весела книжка» ; № 11). [Архівовано 22 травня 2017 у Wayback Machine.]
- Пилипенко С. В. Кара: чотири оповідання / С. Пилипенко. — Харків: Рух, 1927 р. — 83 с. [Архівовано 22 травня 2017 у Wayback Machine.]
- Пилипенко С. Євангелія часу: (за Полем Бертло з есперантської мови) / С. Пилипенко. — Харків: Шлях освіти, 1923. — 50 с. [Архівовано 22 травня 2017 у Wayback Machine.]
- Пилипенко С. Висмоктав: з анекдот старого редактора / С. Пилипенко. — Харків: Літ. і мистецтво, 1931. — 63 с. — (Масова художня бібліотечка). [Архівовано 22 травня 2017 у Wayback Machine.]
- Батракові байки / переказав С. Пилипенко. — Харків: Держ. вид-во України, 1930. — 102 с.
- Пилипенко С. Байківниця: чверть копи байок / С. Пилипенко ; мал. худож. Л. Каплана. — Харків: Держ. вид-во України, 1922 р. — 21 с. [Архівовано 22 травня 2017 у Wayback Machine.]
- Пилипенко С. Байки / С. Пилипенко. — Харків: Укр. робітник, 1927. — 71 с. [Архівовано 22 травня 2017 у Wayback Machine.]
- Пилипенко С. Анекдоти старого редактора / С. Пилипенко. — Харків: Плужанин, 1933. — 60 с. [Архівовано 22 травня 2017 у Wayback Machine.]

Редактор різних видань. Серед них:
- «Антология украинской поэзии в русских переводах» (ГИУ, 1924) разом з Олександром Гатовим,
- Твори Івана Франка.
- Штурм доби: рапорт укр. л-ри 12 Всеукр. З'їз¬дові Рад : / упоряд.: П. Кривенко, Б. Клебанов ; за ред.: С. Пилипенка і Н. Лакизи ; худож. техн. оформ. Василь Єрмілов, І. Письменний. — Харків: Л-ра і мистец., 1931. — 377 с. : портр.
- Лейтес А. Десять років української літератури (1917—1927). Т. 1 : Біо-бібліографія / А. Лейтес і М. Яшек ; за заг. ред. С. Пилипенка ; Ін-т Тараса Шевченка. — Б. м. : Держ. вид-во України, 1928. — 16, 673 с. [Архівовано 11 листопада 2017 у Wayback Machine.]
- Лейтес А. Десять років української літератури (1917—1927). Т. 2 : Організаційні та ідеологічні шляхи української радянської літератури / А. Лейтес і М. Яшек ; за заг. ред. С. Пилипенка ; Ін-т Тараса Шевченка. — Б. м. : Держ. вид-во України, 1928. — 440 с.
- Кайдани порвіте! : селян. читанка. Ч. 1 / за ред. С. Пилипенка. — Харків: Мол. робітник, 1924. — 132 с.

### Посмертні видання
1963 року видано «Байки та оповідання» Пилипенка.
2007 року видавництво «Смолоскип» у серії «Розстріляне відродження» видало «Вибрані твори» Сергія Пилипенка. На сьогодні це найповніше зібрання, яке розкриває різні грані творчості письменника. До книги увійшли байки, прозові твори, статті, рецензії, написані у 1920-ті — на початку 1930-х років, матеріали діяльності Спілки селянських письменників «Плуг», засновником і незмінним керівником якої був Сергій Пилипенко, а також спогади сучасників про нього.

## Пам'ять

Меморіальна дошка С. Пилипенку в Харкові

21 червня 1998 року в Харкові на будинку № 4 на майдані Рози Люксембург — колишньому Селянському будинку, де у 1920-х роках мешкав Сергій Пилипенко, відкрито меморіальну дошку, присвячену йому.
Автор меморіальної дошки — дочка письменника, скульптор із США Міртала Пилипенко. Вона виконала бронзовий портрет батька на фоні землі, що розтріскалась. Це символ розколотого життя письменника. Під портретом — початок вірша Міртали, присвяченого батькові:
«Хай проб'ється голос мій

крізь час, землю і море —

я тобі свою пам'ять несу,

і любов, і тугу, і горе.»
Меморіальну дошку виготовлено на кошти дочок Пилипенка — Ести та Міртали. Саме в день відкриття меморіальної дошки у Харкові в США, де живуть сестри, святкувався День батька, до якого і приурочили вони свій приїзд у місто свого дитинства, щоб увічнити пам'ять про батька.